# مؤسسة الشيخ عيد بن محمد آل ثاني الخيرية
مؤسسة الشيخ عيد الخيرية هي إحدى المنظمات الإنسانية القطرية التي تهتم برعاية الإنسان في قطر وخارجها، حيث تقدم الإغاثات والإعانات، وتتبني المنشآت التعليمية والصحية والدعوية وتوفر المساعدات للمرضى والفقراء والمحتاجين، كما تعمل على تنمية المجتمعات الفقيرة من خلال المشاريع التنموية المتوسطة والصغيرة.

## النشأة
أنشئت مؤسسة الشيخ عيد بن محمد آل ثاني الخيرية مع بداية شهر رمضان لعام 1416هـ الموافق 1/11/1995م.وسميت بهذا الاسم؛ تيمناً باسم الشيخ عيد بن محمد بن ثاني بن جاسم بن محمد بن ثاني، رحمه الله (1922م-1994م) أحد أعلام دولة قطر النبلاء، والمعروف بمحبته للخير، وحرصه عليه، وسعيه الدؤوب من أجل تنفيذ المشاريع الخيرية داخل قطر وخارجها على حد سواء.ورغبة منه-رحمه الله- في استمرار هذا الخير أوصى بوقف ثلث تركته على أعمال الخير والبر؛ طالباً لمرضاة الله تعالى، ورغبة في الثواب.

## الأهداف
سعت مؤسسة الشيخ عيد الخيرية إلى تحقيق الأهداف التالية:- 
1. تقديم المساعدات والخدمات الإنسانية والخيرية والإغاثية للمنكوبين، المحتاجين، المهجرين، المتضررين من القحط والجفاف والمجاعات والكوارث الطبيعية والحربية.
2. دعم الخدمات التعليمية والتربوية والدعوية للمجتمعات الإسلامية التي لا تتوفر لديها الإمكانات المادية لبناء المدارس، والمساجد، ومراكز تحفيظ القرآن الكريم.
3. إقامة المشاريع الخيرية، والمستشفيات، والمراكز الصحية في الأماكن التي تحتاج إلى ذلك؛ رعاية للفقراء من الأرامل والأيتام.
4. المساهمة في رفع المعاناة عن بعض الأسر القطرية الفقيرة من خلال تقديم مساعدات سنوية، أو رواتب شهرية.
5. المساهمة في تحقيق التكافل الاجتماعي داخل المجتمع القطري.

## أعضاء مجلس الإدارة
- الشيخ محمد عيد محمد ثاني آل ثاني (رئيس مجلس الإدارة)
- الشيخ خليفة عيد محمد ثاني آل ثاني (عضو مجلس إدارة)
- الشيخ عبد العزيز عيد محمد ثاني آل ثاني (عضو مجلس إدارة)
- الشيخ خالد بن عيد آل ثاني (عضو مجلس إدارة)[3]
- الشيخ عبد الله عيد محمد ثاني آل ثاني (عضو مجلس إدارة)
- الشيخ فيصل جاسم محمد الأحمد آل ثاني (عضو مجلس إدارة)
- علي محي الدين علي القرة داغي (عضو مجلس إدارة)

## آثار المؤسسة
ركزت مؤسسة عيد الخيرية من خلال عملها الإنساني في أكثر من 60 دولة حول العالم على تحقيق معظم الأهداف الإنمائية السبعة عشر للأمم المتحدة وخصوصا التي تتعلق بجودة التعليم والصحة والتصدي لعدم المساواة وتوفير مياه الشرب والصرف واستدامة المجتمعات والقضاء على الفقر والطاقة النظيفة.
منذ تأسست عيد الخيرية عام 1995 استفاد منها خلال 22 عاما أكثر من 170 مليون إنسان في شتى المجالات الإنسانية، حيث قامت ببناء 1100 مدرسة، وحفر 21 ألف بئر مياه، وبناء 67 دار للأيتام، وبناء 3000 بيت للفقراء، وتنفيذ 550 مشروع وبرنامج طبي للمرضى، وإقامة 86 مخيما طبيا لعلاج الفقراء في الأماكن النائية، كما قامت بتوفير 30 ألف مشروع للأسر الفقيرة.

## جوائز المؤسسة
- تكريم الشيخ محمد بن عيد آل ثاني في الاحتفال السنوي بيوم العلم الثاني والعشرين بإمارة عجمان[8]، الإمارات 2008م.
- جائزة العمل الإنساني لدول مجلس التعاون الخليجي، مملكة البحرين 2009.
- جائزة المشروعات الرائدة في مجال العمل الاجتماعي في مجلس التعاون الخليجي، سلطنة عمان 2009م.
- جائزة الشهيد فهد الأحمد الدولية للعمل الخيري[9]، الكويت 2010م.
- تكريم المؤسسة في جائزة العمل الإنساني لدول مجلس التعاون الخليجي، البحرين 2010م.
- وسام العمل التطوعي من ولي العهد نائب حاكم الشارقة لتميز المؤسسة في دعم العمل التطوعي، الإمارات 2011م.
- جائزة أفضل مؤسسة خيرية في الوطن العربي، المغرب 2016م.
- تكريم الرئاسة السودانية للمؤسسة ضمن أفضل 10 منظمات إنسانية في السودان 2016م.
- جائزة السنابل للمسؤولية المجتمعية،[10] لرعاية الأيتام بدول مجلس التعاون الخليجي، البحرين 2017م.
- تكريم وزارة الصحة الإيطالية وحكومة صقلية للمؤسسة على جهودها في المجال الإنساني والعمل الصحي 2017م.

## عيد الخيرية تحصل على شهادة الجودة العالمية
حصلت مؤسسة الشيخ عيد بن محمد آل ثاني الخيرية على شهادة الجودة في الأداء (الآيزو 9001 — 2008)، وقد احتفلت بهذا الإنجاز خلال حفل حضره سعادة الشيخ الدكتور محمد بن عيد آل ثاني وزير الدولة، رئيس مجلس إدارة المؤسسة والسيد علي السويدي المدير العام وعدد من أعضاء مجلس إدارة المؤسسة، ومسؤولون من شركة (vision international) القائمة بعمليات التقييم ومنح شهادة الجودة وتم خلال الحفل تسليم شهادة الايزو لمؤسسة عيد الخيرية.